# Stosicia
Stosicia is een geslacht van weekdieren uit de klasse van de Gastropoda (slakken).

## Soorten
- Stosicia aberrans (C. B. Adams, 1850)
- Stosicia abnormis (G. Nevill & H. Nevill, 1875)
- Stosicia annulata (Dunker, 1859)
- Stosicia antiqua Dockery, 1993 †
- Stosicia bandensis (Kókay, 1966) †
- Stosicia bougei (Bavay, 1917)
- Stosicia bourguignati (Issel, 1869)
- Stosicia buccinalis (Grateloup, 1828) †
- Stosicia chiltoni (Oliver, 1915)
- Stosicia corilea (Sowerby II, 1876)
- Stosicia costata (Boettger, 1887) †
- Stosicia fernandezgarcesi Espinosa & Ortea, 2002
- Stosicia garciai Rolán, Fernández-Garcés & Lee, 2009
- Stosicia gardnerae (Ladd, 1966) †
- Stosicia hedleyi (Tate, 1899)
- Stosicia houbricki Sleurs, 1996
- Stosicia incisa (Laseron, 1956)
- Stosicia lochi Sleurs, 1996
- Stosicia manikiensis Sleurs, 1996
- Stosicia mirabilis (Weinkauff, 1881)
- Stosicia multicingulata (Boettger, 1887) †
- Stosicia paschalis (Melvill & Standen, 1901)
- Stosicia plectrum (Dall, 1915) †
- Stosicia semicostulata (Boettger, 1887) †